# Tarentaise (Loira)
Tarentaise è un comune francese di 463 abitanti situato nel dipartimento della Loira della regione dell'Alvernia-Rodano-Alpi.

## Società

### Evoluzione demografica
Abitanti censiti